# Oelsiger Luch
Koordinaten: 51° 41′ 24″ N, 13° 23′ 26″ O
Das Naturschutzgebiet Oelsiger Luch liegt auf dem Gebiet der Stadt Schlieben im Landkreis Elbe-Elster in Brandenburg.

## Lage
Es erstreckt sich nordöstlich von Oelsig und südwestlich von Falkenhain, beide Ortsteile der Stadt Schlieben. Unweit südlich des Gebietes verläuft die Landesstraße 69 und westlich die Landesstraße 68. Nordöstlich erstreckt sich das rund 178 Hektar große Naturschutzgebiet Frankenhainer Luch.

## Bedeutung
Das rund 39,5 Hektar große Gebiet mit der Kenn-Nummer 1336 wurde mit Verordnung vom 7. Oktober 2002 unter Naturschutz gestellt.